# KDE Accessibility Project
O  KDE Accessibility Project é uma comunidade virtual que desenvolve um software para o sistema operacional Linux cuja finalidade é o de melhorar a acessibilidade do gerenciador de janelas KDE para todos os usuários, em especial para aqueles com alguma deficiência física (por exemplo: deficiência auditiva e deficiência visual).

## Lista de aplicativos
Ele apresenta as seguintes aplicativos:
- KMag - Aumento da tela (ex: zoom)
- KMouseTool - Configuração dos cliques do mouse
- KMouth - Sintetizador de voz